# Telescopus obtusus
Espèce
Synonymes
- Coluber obtusus Reuss, 1834
- Tarbophis obtusus (Reuss, 1834)
- Telescopus dhara obtusus (Reuss, 1834)

Telescopus obtusus  est une espèce de serpents de la famille des Colubridae.

## Répartition
Cette espèce se rencontre dans une large moitié Nord de l'Afrique.

## Publication originale
- Reuss, 1834 : Zoologische miscellen. Reptilien, Ophidier. Abhandlungen aus dem Gebiete der beschreibenden Naturgeschichte, vol. 1, p. 129-162.